# 荣仁堡址
荣仁堡址是一处古遗址，位于山西省晋中市祁县古县镇荣仁堡村，建于清。
2021年8月4日，荣仁堡址公布为第六批山西省文物保护单位。